# Litsea rotundifolia
Litsea rotundifolia Hemsl. – gatunek rośliny z rodziny wawrzynowatych (Lauraceae Juss.). Występuje naturalnie w Wietnamie, południowo-wschodnich Chinach (w prowincjach Fujian, Guangdong, Hunan, Jiangxi i Zhejiang, a także w regionie autonomicznym Kuangsi) oraz na Tajwanie. 

## Morfologia
PokrójZimozielony krzew dorastające do 3 m wysokości. Gałęzie są nagie.
LiścieNaprzemianległe lub zebrane na końcach gałęzi. Mają kształt od owalnego do podłużnie owalnego. Nasada liścia jest zaokrąglona. Blaszka liściowa jest o zaokrąglonym wierzchołku. Ogonek liściowy jest nagi i dorasta do 3–10 mm długości.
KwiatySą niepozorne, jednopłciowe, prawie siedzące, zebrane po 3–4 w baldachy, rozwijają się w kątach pędów. Okwiat jest zbudowany z 6 listków o odwrotnie jajowatym kształcie, różnią się od siebie.
OwoceMają kulisty kształt, osiągają 6 mm średnicy, mają czarnoniebieskawą barwę.

## Biologia i ekologia
Roślina dwupienna. Rośnie w widnych lasach, zaroślach oraz na brzegach rzek. Występuje na wysokości do 800 m n.p.m.. 

## Zmienność
W obrębie tego gatunku wyróżniono jedną odmianę:
- Litsea rotundifolia var. oblongifolia (Nees) C.K. Allen